# Сэмюэл Питер — Виталий Кличко
Сэмюэл Питер — Виталий Кличко, так же известен как «Зона повышенной опасности» (англ. Dangerzone) — двенадцатираундовый боксёрский поединок в тяжёлой весовой категории за титул чемпиона мира по версии WBC, который на тот момент принадлежал Сэмюэлю Питеру, а до этого, в 2004—2005 годах — Виталию Кличко. Поединок проходил с преимуществом украинского спортсмена и завершился после 8-го раунда отказом Питера от продолжения боя.
Первым на ринге с Питером, встретился младший брат Виталия — Владимир. Этот поединок состоялся 24 сентября 2005 года в Атлантик-Сити. Владимир Кличко доминировал на протяжении всего поединка, работая джебами и срывая атаки противника, но Сэмюэлу Питеру удалось трижды отправить его в нокдаун. Несмотря на падения, победу в поединке единогласным судейским решением одержал Владимир Кличко. Все три судьи отдали победу Кличко со счётом 114—111.
Поединок между Виталием Кличко и Семюэлем Питером состоялся 11 октября 2008 года в Берлине. До этого поединка у Питера на счету было 30 побед и единственное поражение от Кличко-младшего. Для Питера этот бой стал первой защитой титула чемпиона мира, который он добыл в предыдущем поединке с россиянином Олегом Маскаевым, а для Виталия, этот боя стал первым с декабря 2004 года, когда он победил британца Дэнни Уильямса и впервые защитил титул чемпиона мира по версии WBC. На протяжении всего поединка Виталий Кличко работал джебом, сдерживая натиск противника и перемещался по рингу не давая сопернику попасть по себе.
После этого поединка Питер предпринял одну попытку завоевать титул чемпиона мира: 11 сентября 2010 года он вышел на второй бой против Владимира Кличко, который на тот момент был чемпионом мира по версиям IBF, WBO и IBO. Этот поединок завершился победой украинского спортсмена нокаутом в 10-м раунде. Виталий Кличко провёл девять успешных защит титула, после чего, в 2012 году завершил профессиональную карьеру.

## История титула (2003—2008)
21 июня 2003 года действующий чемпион мира по версии WBC Леннокс Льюис (40-2-1) вышел на поединок против претендента из Украины Виталия Кличко (32-1). Поединок был остановлен после 6-го раунда из-за рассечения у украинца, а победа была присуждена Льюису. На момент остановки боя, на всех трёх судейских записках лидировал Виталий. 6 февраля 2004 года Леннокс Льюис написал открытое письмо, в котором объявил о завершении своей карьеры профессионального боксёра.
24 апреля 2004 года состоялся поединок за вакантный титул чемпиона мира в тяжелом вес по версии WBC между Виталием Кличко и южноафриканским боксёром Корри Сандерсом (39-2), который годом ранее победил младшего брата Виталия — Владимира. Поединок проходил с преимуществом Кличко-старшего и завершился его победой техническим нокаутом в 8-м раунде. Виталий провёл одну успешную защиту титула, победив техническим нокаутом британца Дэнни Уильямса (32-3), который за несколько месяцев до этого боя победил Майка Тайсона . В 2005 году Виталий Кличко должен был провести защиту против обязательного претендента на титул Хасима Рахмана. Однако, из-за травм Кличко-старшего поединок несколько раз переносился. В итоге, 9 ноября 2005 года Виталий заявил об окончании спортивной карьеры и отказался от чемпионского титула.